# Phare de Sanda
Le phare de Sanda est un phare édifié sur la petite île de Sanda (en gaélique écossais :Sandaigh) en mer d'Irlande, dans le comté de Argyll and Bute à l'ouest de l'Écosse.
Ce phare est géré par le Northern Lighthouse Board (NLB) à Édimbourg, l'organisation de l'aide maritime des côtes de l'Écosse.

## Histoire
La station a été conçue et réalisée par les ingénieurs civils écossais Charles Stevenson et David Stevenson et mis en service en 1877.
Le phare a été construit, au sud-est de l'île, par l'ingénieur écossais Alan Stevenson en 1850. Cette construction unique est perchée placé sur le Prince Edward's Rock, un énorme rocher aux côtés presque verticaux. Pour accéder au phare, il faut se servir d'un escalier se trouvant dans deux tours secondaires en pierre. Le phare est une tour ronde de 15 m de haut peinte en blanc, avec galerie ocre et une lanterne noire, attenante à une maison de gardien d'un seul étage. Vu de la mer au sud, le phare et son promontoire ressemblent à un bateau, d'où son nom "The Boat" sur des diagrammes marins. Il émet un flash blanc toutes les 10 secondes. Il marque le point sud-est du Mull of Kintyre et l'entrée ouest de l'estuaire du Firth of Clyde. Le site est fermé.
L'île de Sanda, située à environ 6 km au sud-est de Southend, est désormais privée. Après son rachat en 2011 par un homme d'affaires suisse, celui-ci a annoncé qu'elle ne serait plus accessible au public. Précédemment, il avait encore un certain nombre de maisons de campagne qui étaient disponibles pour des locations de vacances.
Identifiant : ARLHS : SCO-01 - Amirauté : A4274 - NGA : 4248.

### Lien connexe
- Liste des phares en Écosse